# Viskafors kyrka
Viskafors kyrka är en tidigare kyrkobyggnad i Borås kommun, numer dekonsekrerad. Den var tidigare församlingskyrka i Kinnarumma församling i Göteborgs stift.

## Kyrkobyggnaden
Kyrkan uppfördes åren 1918-1919 efter ritningar av arkitekt Gustaf Ljungman och invigdes år 1919. Byggnaden har en stomme av natursten och tegel och består av långhus, tresidigt kor i öster och torn i väster. Kyrkan var från början en brukskyrka och bekostades av Rydboholms aktiebolag. Bolaget hade patronatsrätt för kyrkan till år 1962, det vill säga bolaget hade rätt att utse präst till kyrkan. År 1970 skänkte Rydboholmsbolaget kyrkan till Kinnarumma församling. 

## Efter dekonsekreringen
Kyrkan dekonsekrerades 2007 och såldes till en privatperson. Denne avsåg att driva en restaurang- och konferensrörelse., men den fick läggas ned 2011 efter inbrott och skadegörelser och samma år var byggnaden åter till salu och 2018 såldes den som bostad till en privatperson.

## Inventarier
- Dopfunt i krysshamrad granit från 1931. Funten består av en rund cuppa som vilar på fyrsidig fot och sockel. Cuppan täcks av ett kopparlock. Den ursprungliga dopfunten består av en stående ekstock med plats för dopfat i tenn.
- Orgeln byggdes 1964 av Poul-Gerhard Anderséns Orgelbyggeri.

En del av kyrkans inventarier har flyttats sedan kyrkan stängdes, bland annat till Viskans kapell. Några av piporna från orgeln i Viskafors kyrka återanvändes i den nya orgeln i Kinnarumma kyrka, som togs i bruk 2011.